# Волошин, Артур Владимирович
Арту́р Влади́мирович Воло́шин (24 июня 1973, Ильичёвск — 24 октября 1995, Харачой) — милиционер-водитель Отряда милиции специального назначения при УВД Амурской области, старший сержант милиции. Герой Российской Федерации (посмертно).

## Биография
Родился 24 июня 1973 года в пос. Ильичёвск Нахичеванской АССР (Азербайджанская ССР). Мать Людмила Дмитриевна — русская, отец Владимир Сергеевич — цыган, родители прожили вместе всю жизнь, младший из трех братьев в семье
Через несколько лет семья переехала в Амурскую область. С 1979 по 1989 год учился в Козьмодемьяновской средней школе. В 1990 году Волошин направлен Тамбовским райвоенкоматом на учебу в Райчихинскую школу ДОСААФ, там он получил специальность водителя, после чего некоторое время работал механизатором в ОПХ ВНИИ сои.
В июле 1991 года призван в ВС СССР, служил срочную в Приморском крае, командовал отделением в автомобильном батальоне. В мае 1993 года уволился в звании «младший сержант».
В октябре 1993 года был оформлен на службу в органы внутренних дел милиционером-водителем ОМОНа при УВД Амурской области. В сентябре — декабре 1994 года успешно прошел первоначальную подготовку в Учебном центре при УВД. В составе сводных отрядов ОМОНа Волошин дважды выезжал в командировки на первую чеченскую войну (с 1 апреля по 15 мая и с 24 сентября 1995 года). В этот же период он досрочно получил звание сержант милиции, а после — старший сержант милиции.

### Подвиг
24 октября 1995 года в бою в районе села Харачой Веденского района Чечни Волошин в составе группы сотрудников ОМОНа УВД Амурской области выдвинулся на помощь окружённому боевиками блок-посту. Однако боевики устроили засаду.
Волошин вынес из-под огня в укрытие раненного командира группы, членов экипажа БМП. При этом он получил 3 пулевых и осколочных ранения в лицо и ноги. Однако он продолжил бой. Остался прикрывать автоматным огнём прорыв группы и вынос раненых, в результате чего он погиб.
За проявленные мужество и героизм Указом Президента Российской Федерации № 972 от 21 июня 1996 года старшему сержанту милиции Волошину Артуру Владимировичу присвоено звание Героя Российской Федерации (посмертно).
Похоронен на кладбище села Лозового Тамбовского района Амурской области.

## Память
В честь Артура Волошина назван переулок в Благовещенске и улица в селе Лозовом. В сентябре 1999 года у здания УВД Амурской области в Благовещенске состоялось торжественное открытие памятника Герою России Артуру Волошину. В октябре 2005 года открыта мемориальная доска в Лозовом.
В Благовещенске проходит турнир[какой?] имени Артура Волошина.